# تايلر هولت
تايلر هولت (بالإنجليزية: Tyler Holt)‏ هو لاعب كرة قاعدة أمريكي، ولد في 10 مارس 1989 في غينزفيل في الولايات المتحدة.

## وصلات خارجية
- تايلر هولت على موقع دوري كرة القاعدة الرئيسي (الإنجليزية)
- تايلر هولت على موقعبيزبول رفرنس.كوم (الدوري الرئيسي) (الإنجليزية)
- تايلر هولت على موقعبيزبول رفرنس.كوم (الدوري الثانوي) (الإنجليزية)
- تايلر هولت على موقع إي إس بي إن.كوم (أم.أل.بي) (الإنجليزية)
- تايلر هولت على موقع مشجعي الرسوم البيانية (الإنجليزية)